# Heinrich Rosenbusch

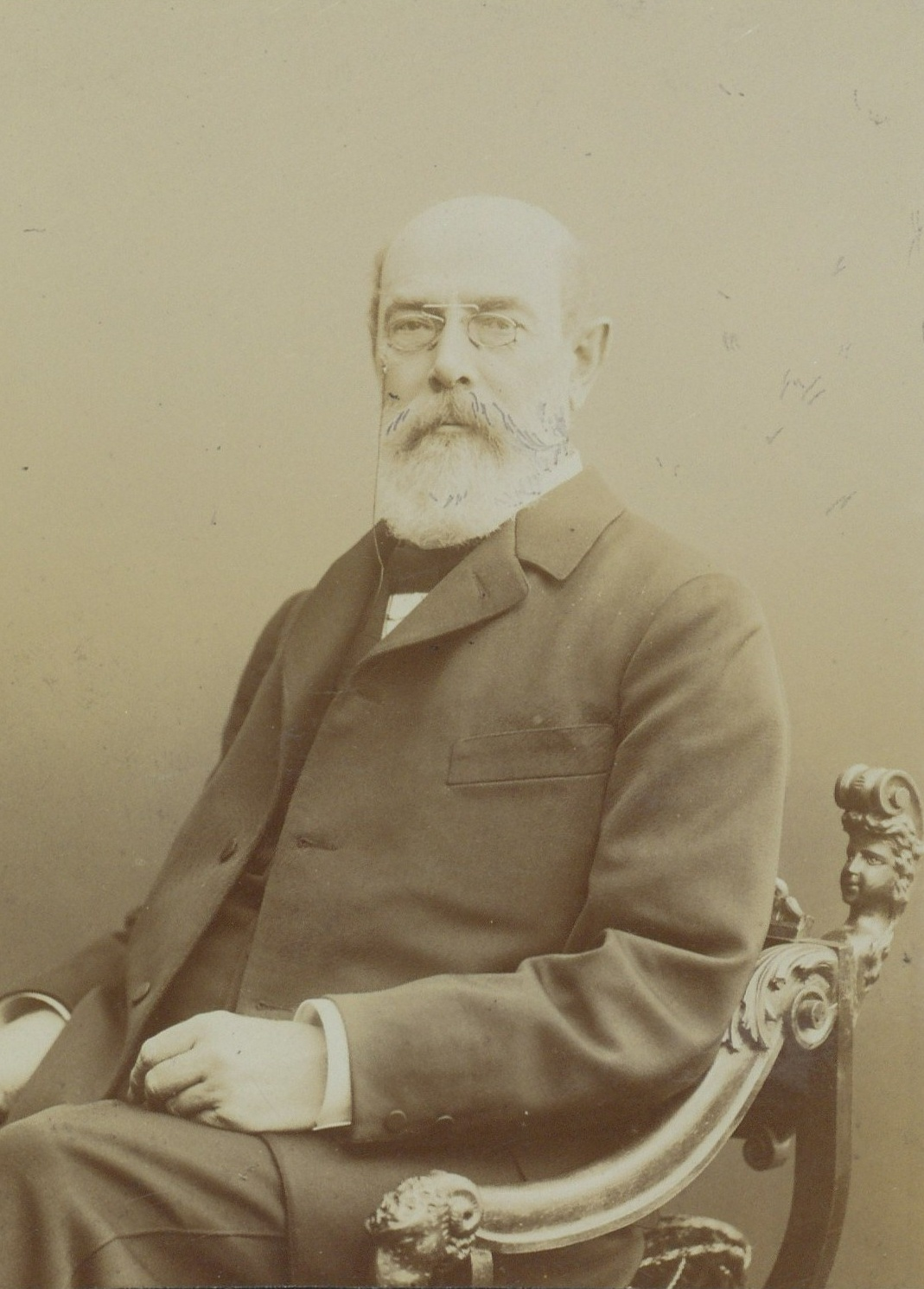
Heinrich Rosenbusch

Karl Heinrich Ferdinand Rosenbusch (Einbeck, 24 juni 1836 – Heidelberg,  20 januari 1914) was een Duitse geoloog.
Rosenbusch was hoogleraar in de petrografie en mineralogie aan de universiteiten van Straatsburg (1873) en Heidelberg (1877).
In 1903 kreeg hij de Wollaston medaille.

## Werken
- Mikroskopische Physiographie der petrographisch wichtigen Mineralien
- Die mikroskopische Physiographie der massigen Gesteine
- Elemente der Gesteinslehre